# Geoparque Comarca Minera
O Geoparque Comarca Minera localiza-se na parte centro-sul do estado de Hidalgo no México  e compreende o território dos municípios de Atotonilco el Grande, Epazoyucan, Huasca de Ocampo, Mineral del Chico, Mineral de la Reforma, Mineral del Monte, Omitlán de Juárez, Pachuca de Soto e Singuilucan. Estes municípios estão articulados por uma rede de 31 geossítios que foram selecionados porque expressam a história geológica do território e revelam sua relação com a cultura e a criação de espaços históricos a partir da mineração e a metalurgia. Ademais, são importantes para a ciência e a educação e, em sua maioria, contam com um importante valor paisagístico.

## Geologia
O elemento fisiográfico mais relevante da Comarca Minera constituem-no as serras de Pachuca e de Las Navajas, com  altitudes máximas na Peña de las Ventanas (3090 m) e no Cerro de las Navajas (3212 m), respectivamente. Este conjunto orográfico tem uma orientação geral noroeste-sudeste, e separa a área da Sierra Baja e Barranca de Metztitlán (ao norte das serras), com altitudes de ~ 1300-2000 m, do extremo setentrional da Bacia do México (ao sul das serras), com uma altitude de 2200-2400 ~ m. A elevada geodiversidade do parque, apreciável em seus geossítios, deve-se a que na área convergem duas províncias fisiográficas, a Sierra Madre Oriental e a Faja Volcánica Transmexicana, bem como duas províncias magmáticas, uma relacionada com a Faja Volcánica Transmexicana e a outra afim ao vulcanismo da Sierra Madre Ocidental.
A Comarca Minera caracteriza-se por um geopatrimônio sobressalente, que inclui ao menos cinco elementos geológicos (e culturais relacionados com a geologia) que podem ser considerados de relevância internacional:

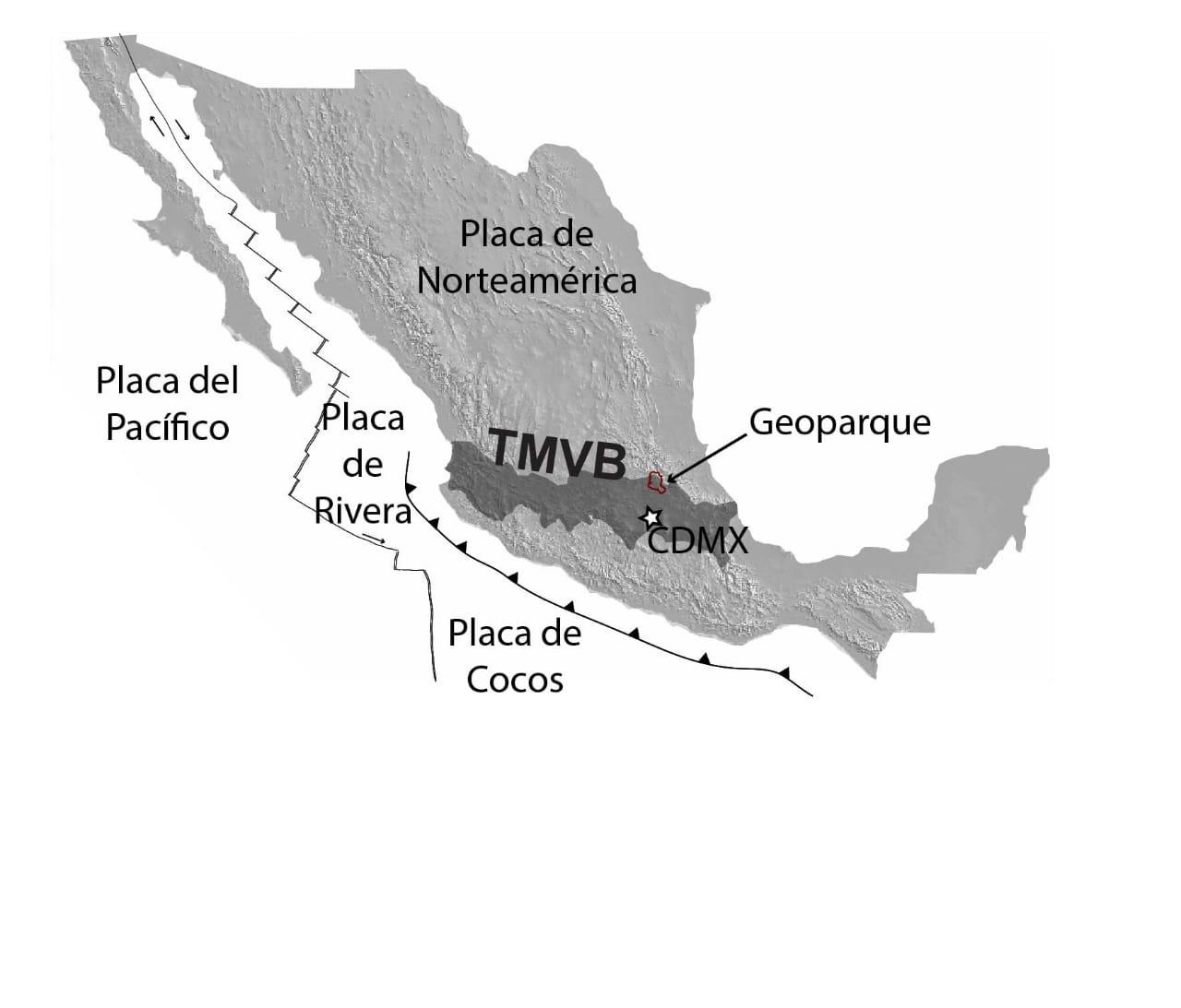
Situação tectônica do geoparque

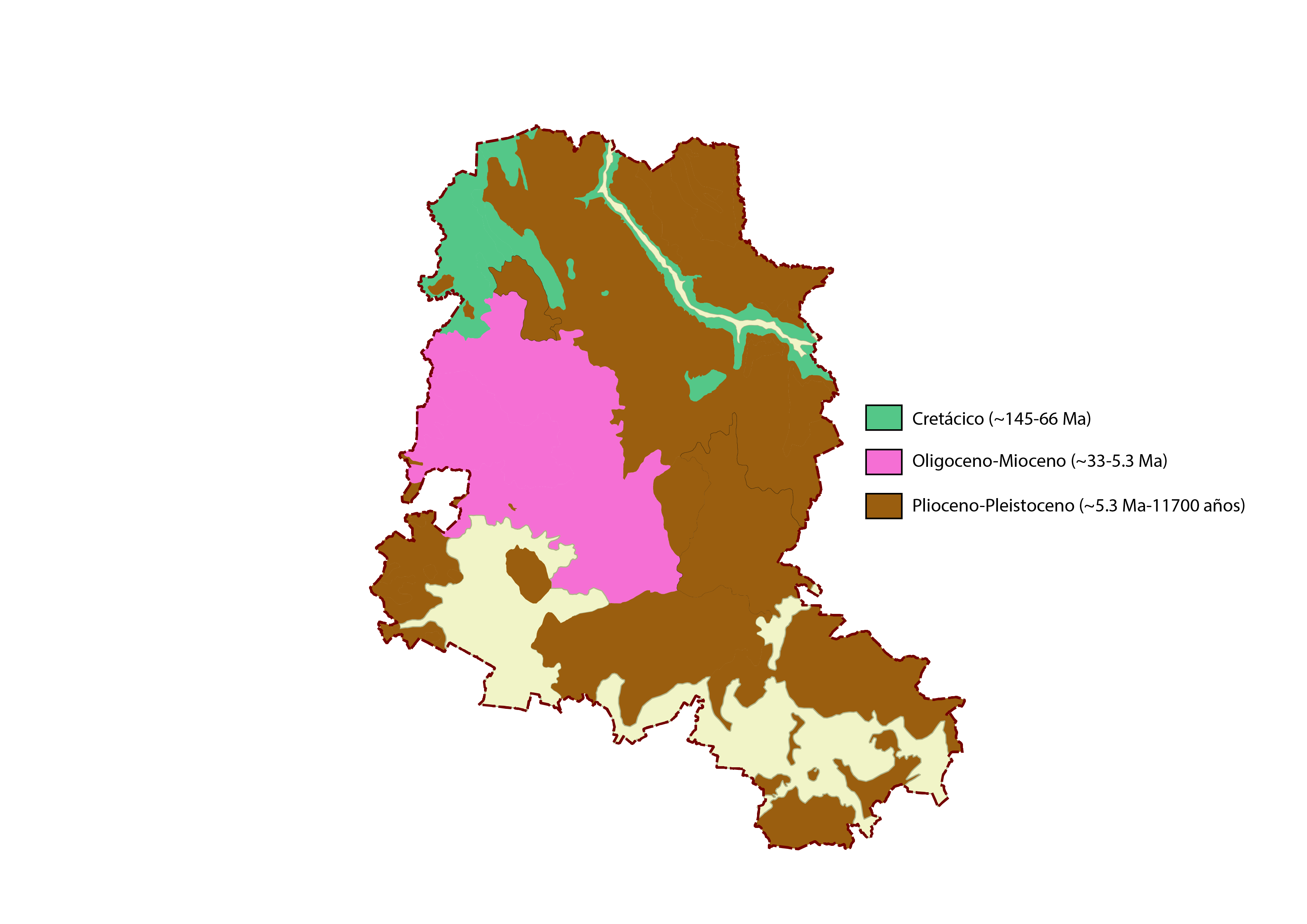
Mapa geológico simplificado do geoparque

1. O sistema epitermal (Ag-Au) de Pachuca-Mineral do Monte, um dos maiores do mundo; sua produção histórica representa 6% da prata produzida globalmente durante os últimos cinco séculos.[1]
2. A localidade tipo —no cerro San Cristóbal de Pachuca— da tridimita e a cristobalita, mineraes descobertos por Gerhard vom Rath nos anos 1868 e 1887, respectivamente.
3. Os basaltos com disjunção colunar de Santa María Regla, em Huasca de Ocampo, conhecidos popularmente como os «prismas basálticos», descritos e desenhados por Alexander von Humboldt em 1803; geralmente são considerados os mais longos do mundo (atingem 40 m de longitude).
4. O patrimônio industrial mineiro, que inclui fazendas de benefício da época colonial, bem como obras mineiras diversas, destacando as do período inglês da mineração (mediados do séc. XIX), com esplêndidos exemplos de casas de máquinas de tipo Cornish.[3]
5. O Cerro de las Navajas, principal ponto de exploração e abastecimento de obsidiana para Mesoamérica, e reservatório excepcional de obsidiana em suas variedades dourada e verde.[1]

### Cretácico
As rochas mais antigas do geoparque são calcário e xisto de origem marinha, de idade cretácica, que se acham na porção nordeste do território e afloram no fundo da Barranca de Metztitlán, podendo-se apreciar nos seguintes geossítios:
- Barranca de Aguacatitla
- Águas termales de Amajac
- Reserva da Biosfera Barranca de Metztitlán

### Paleógeno
Durante este período formou-se o Cinturão de Dobras e Cavalgamentos, geograficamente conhecido como Sierra Madre Oriental, mediante um processo compressivo que engrossou a crosta e elevou as rochas formadas previamente no mar até sua posição atual. Para o final deste período iniciou o vulcanismo relacionado com o processo de subducção do ocidente do México. No setor noroeste do geoparque apresentam-se estruturas de deformação, principalmente dobras asimétricas ou inclusive deitadas, de direção NNO-SSE, que podem ser apreciados nos geossítios:
- Barranca de Aguacatitla
- Águas termales de Amajac

As rochas vulcânicas do Oligoceno encontramo-las em:
- Depósitos de tufos de Cubitos
- Mirante Cerro del Lobo

### Mioceno
O magmatismo iniciado a fins do Paleógeno estendeu-se até o Mioceno Médio, sendo responsável por grandes volumes de rochas vulcânicas silícicas que constituem uma das manifestações mais sul-orientais da província ígnea da Sierra Madre Ocidental. Associados a estas rochas formaram-se as jazidas minerais de prata (de tipo epitermal), com uma idade Mioceno cedo no caso dos de Pachuca-Real do Monte e algo mais recente (Mioceno tardio) para os de Mineral del Chico.  
No geoparque, formaram-se tufos riolíticos e riolitos das formações Tezoantla e Cerezo, bem como pórfiros riolíticos e dacíticos. Podem-se apreciar nos seguintes geossítios:
- Peña Las Monjas
- Peña del Cuervo
- Las Ventanas
- Depósitos Vulcânicos do Chico

A mineralização do Mioceno tardio aprecia-se em:
- Obras Mineiras El Milagro

### Plioceno
Muda o estilo e composição do vulcanismo, obedecendo à subducção subhorizontal da Placa de Cocos por embaixo da Norte-americana, e configurando a Faja Volcánica Transmexicana, ainda ativa atualmente. Exemplos de rochas vulcânicas de idade Pliocena encontramo-los nos geossítios:
- Cerro de San Cristóbal (na formação homônima)
- Peña del Diablo e Peña del Comal

Também são do Plioceno os sedimentos lacustres fossilíferos (com restos de plantas e peixes) próximos ao geossítio:
- Águas termales de Amajac

### Pleistoceno
O vulcanismo da Faja Volcánica Transmexicana manifestou-se intensamente no geoparque, sendo responsável pela lavagem vulcânica do geossítio:
- Prismas Basálticos (datada em 2.58 Ma)

e dos vulcões monogenéticos de Singuilucan, apreciáveis no geossítio:
- Estruturas vulcânicas da Paila

### Holoceno
No referente à exploração dos recursos naturais, no geoparque —e em todo o continente— foi o encontro entre o velho e o novo mundo o que marcou a maior mudança; na época pré-hispânica explodiu-se intensamente a obsidiana, e, a partir da conquista, a mineração concentrou-se nos metais preciosos.
Como uma manifestação dos fenômenos geológicos ativos, se encontra no noroeste do geoparque o lugar geotermal (e geossítio) de:
- Águas termales de Amajac (aproveitado como balneário de águas termais)

### Geossítios do geoparque
O geoparque está integrado por 31 geossítios de interesse geológico, biológico e cultural:
| 1. Aguas termales de Amajac 2. Barranca de Aguacatitla 3. Cantera de Tezoantla 4. Cerro de las Navajas 5. Cerro de San Cristóbal 6. Cristo Rey 7. Depósitos tobáceos de Cubitos 8. Depósitos volcánicos de El Chico 9. Estructuras volcánicas de La Paila 10. Ex-Convento de San Agustín 11. Ex-Convento de San Andrés Apóstol 12. Ex-Hacienda La Purísima 13. Mirador Cerro del Lobo 14. Mirador Las Ventanas 15. Museo del Paste 16. Museo de la Mineralogía | 1. Obras mineras El Milagro 2. Panteón Inglés 3. Parque Estatal Bosque el Hiloche 4. Peña del Aire 5. Peña del Cuervo 6. Peña del Diablo y Piedra del Comal 7. Peñas Cargadas 8. Peñas Las Monjas 9. Presa El Cedral 10. Presa San Antonio 11. Prismas basálticos 12. Reloj Monumental 13. Reserva de la Biósfera de la Barranca de Metztitlán 14. San Miguel Regla 15. Traquita El Guajolote |

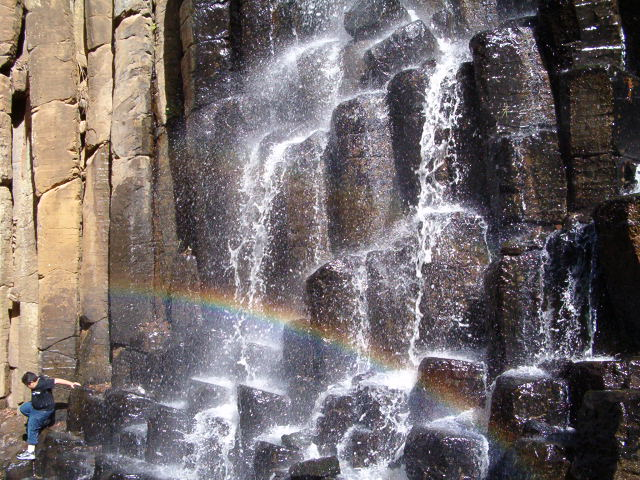
Prismas basálticos

## Flora e fauna
Favorecido por sua fisiografia de contrastes, reflexo de sua complexidade geológica, o território da Comarca Minera apresenta numerosos biomas que alternam com zonas agrícolas e urbanas, sustentando uma fauna muito diversa. Nas zonas mais elevadas (cotas por acima dos 2600 m), de clima temperado e temperado-frio, encontram-se florestas de oyamel (Abies religiosa), cuja melhor mostra preserva-se no Parque Nacional El Chico. As zonas montanhosas de menor altitude, especialmente a Sierra de las Navajas e a vertente norte da Sierra de Pachuca, acham-se cobertas por florestas de pinheiros e florestas mistas de pinheiros e carvalhos. A diversidade de espécies de pinheiro é elevada, destacando o ocote vermelho (Pinus patula), o pinheiro das alturas (Pinus hartwegii) e o pinheiro azteca (Pinus teocote), enquanto o mais representativo dos carvalhos é o quebra-machado (Quercus rugosa). Nas vertentes mais ensolaradas da Sierra de Pachuca e em altitudes por embaixo dos 2000 m no extremo norte do geoparque, encontramos matorrales xerófilos ricos em cactáceas como o garambullo (Myrtillocactus geometrizans), várias espécies de biznaga (Mammillaria magnimamma, Echinofossulocactus crispatus) e de nopal (Opuntia streptacantha, Ou. tomentosa, Ou. robusta), cardenche (Cylindropuntia imbricata) e cardón (Marginatocereus marginatus), e diversas espécies de maguey (e.g. Agave horrida, A. triangularis), destacando o maguey pulquero (Agave salmiana) por seu aproveitamento para a tradicional produção de pulque.

### Fauna
A variedade e alternância de ecossistemas naturais e agrícolas suporta uma importante diversidade de aves e répteis. Entre as primeiras, destacam por ser facilmente observáveis as seguintes espécies: Papa-moscas cardenalito (Pyrocephalus rubinus) e negro (Sayornis nigricans), mariquita-vermelha (Cardellina rubra) e mariquita-de-asa-amarela (Setophaga coronata), dom-fafe mexicano (Haemorhous mexicanus), pintassilgo-capa-preta (Spinus psaltria), junco olhos de lumbre (Junco phaeonotus, besouro-de-cabeça-preta (Pheucticus melanocephalus), debulhador-de-bico-curvo (Toxostoma curvirostre), beija-flor bico largo (Cynanthus latirostris), beija-flor-de-orelhas-brancas (Hylocharis leucotis),  beija-flor magnífico (Eugenes fulgens), garganta azul (Lampornis clemenciae) e lúcifer (Calothorax lucifer), carpinteiros mexicano (Dryobates scalaris), cheje (Melanerpes aurifrons) e bellotero (Melanerpes formicivorus), calandrias de Wagler (Icterus wagleri) e sobrancelhas laranjas (Icterus bullockii), jay de steller (Cyanocitta stelleri), e martim-pescador-pequeno (Chloroceryle americana). Quanto a répteis, identificaram-se mais de 30 espécies, destacando por seu carácter emblemático e por estar catalogado como ameaçado (NOM-059-SEMARNAT-2010), o camaleão da montanha (Phrynosoma orbiculare). Entre os mamíferos, observam-se com regularidade o esquilo de rocha (Otospermophilus variegatus), o esquilo ventre vermelho (Sciurus aureogaster), o cacomixtle nortenho (Bassariscus astutus), o tlacuache nortenho (Didelphis virginiana) e o coelho serrano (Sylvilagus floridanus). Mais esquivos, também habitam o geoparque o cariacu (Odocoileus virginianus), a emblemática tuza mexicana (Thomomys umbrinus), o coiote (Canis latrans) e a raposa cinza (Urocyon cinereoargenteus), e diversas espécies de morcegos (Leptonycteris nivalis, Desmodus rotundus, Choeronycteris mexicana, Dermanura azteca). A esta biodiversidade somam-se 10  espécies de anfibios.

## Áreas Naturais Protegidas

### Federais
- Parque Nacional O Chico
- Reserva da Biosfera Barranca de Metztitlán

### Estatais
- Parque Ecológico Cubitos
- Parque Estatal Bosque o Hiloche
- Zona de Preservação Ecológica dos Centros de População Cerro A Paila-Matías Rodríguez

## Ocupação humana

### Primeiros povoadores
De acordo com a evidência geoarqueológica do geossítio Cerro de las Navajas, o território da Comarca Minera jogou um papel fundamental no desenvolvimento econômico e poderío militar dos estados pre-hispânicos de Mesoamérica, por ser o centro de controle da mineração de obsidiana e foco de distribuição deste precioso vidro vulcânico. Ditas actividades foram levadas sucessivamente a cabo pelas culturas teotihuacana (100 a.C-650 d.C.), tolteca (950-1100 d.C.) e mexica (1325-1521 d.C.), estendendo até o período colonial temporão.

### Explorações geológicas

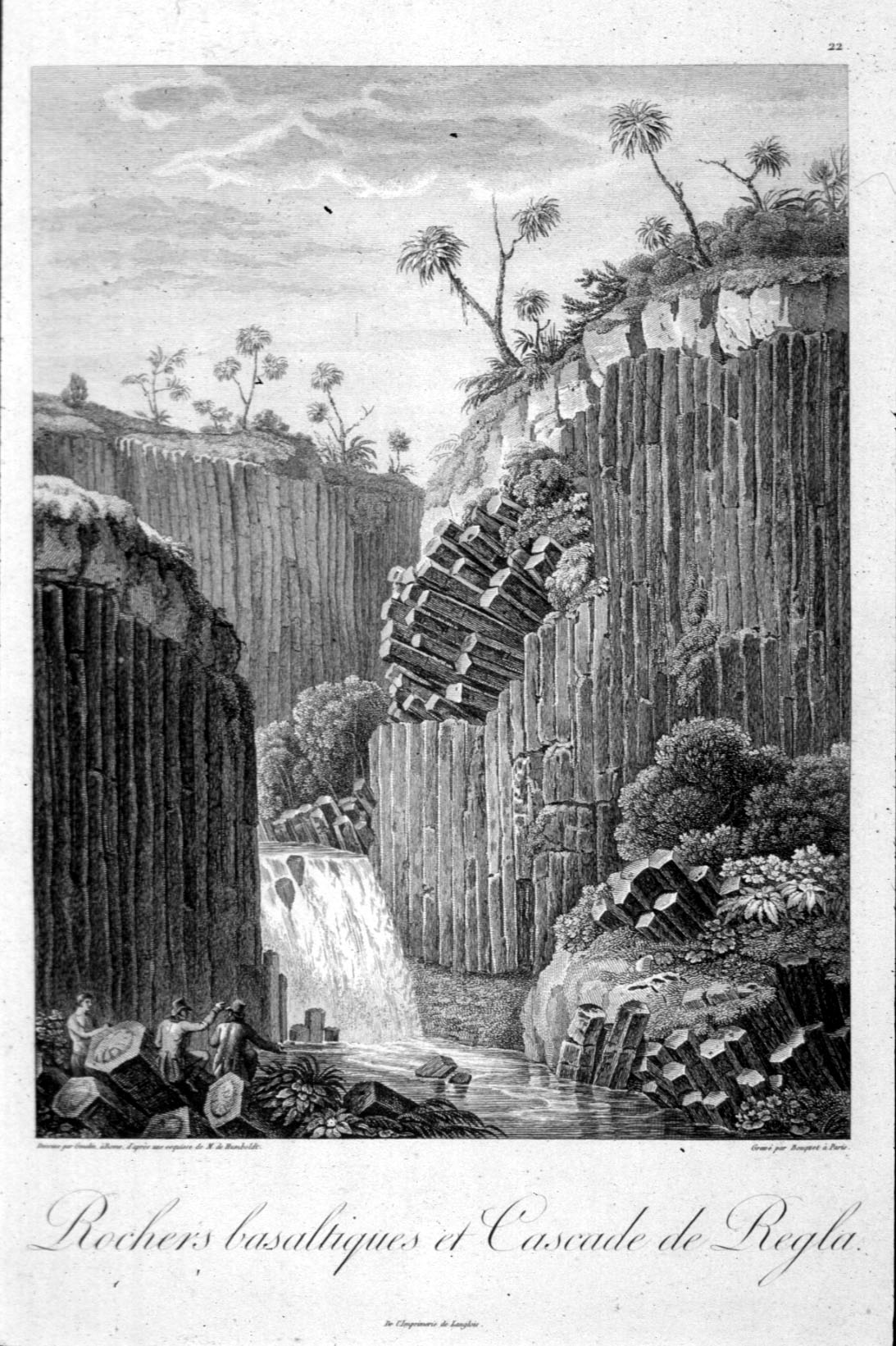
«Vistas das cordilheiras e monumentos dos povos indígenas de América» (1810)

A Comarca Minera de Hidalgo desde faz cinco séculos tem sido objeto de estudos e reconhecimentos geológicos. De maneira particular, foi no século XIX quando cientistas mexicanos e estrangeiros realizaram pontuais e detalhados estudos. Sobressai entre eles o geognosta alemão Friedrich Traugott Sonneschmid (1763‒1824), quem foi comissionado pela Coroa Espanhola em 1788 para realizar a melhoria da exploração mineira, de benefício e extração, e para realizar descrições mineralógicas na Nova Espanha. Em decorrência de doze anos percorreu os atuais estados de México, Hidalgo, Guanajuato, San Luis Potosí, Zacatecas, Durango e Jalisco. Produto desta comissão são vários estudos, um deles, a «Descrição mineralógica das importantes regiões mineiras de México ou Nova Espanha», publicado em 1804, inclui valiosos dados sobre a Comarca Mineira, como as obsidianas e as argilas de Real do Monte, Pachuca e Atotonilco o Chico, bem como os basaltos com disjunção colunar de Huasca de Ocampo (geossítio Prismas basálticos).
O sábio prussiano Alexander von Humboldt (1769‒1859) percorreu e descreveu vários lugares de Pachuca, a Sierra de las Navajas, as minas de Morán, Real do Monte, Regra, A Vizcaína, O Jacal e O Encino, como parte da expedição que fez entre o 15 e 27 de maio de 1803. Depois de sua visita, integrou suas observações em sua vasta obra científica; em seu livro «Vistas das cordilleras e monumentos dos povos indígenas de América» (1810) dedicou um capítulo ao geositio Prismas basálticos, sob o título de «Rochas basálticas e Cascata de Regra», na que verte comparações com os da Calçada dos Gigantes de Irlanda.
Depois da Independência do México, em 1821, cuantiosos capitais estrangeiros chegaram ao país, estabelecendo-se as primeiras empresas mineiras de investidores ingleses e alemães nos antigos distritos coloniais mais produtivos, tais como Guanajuato, Jalisco, Zacatecas, Chihuahua, Oaxaca e o Estado de México. Alguns engenheiros, viajantes e diplomatas estrangeiros realizaram expedições e redigiram livros sobre as possibilidades econômicas da mineração. Os mais emblemáticos são: George Francis Lyon, Henry Ward, Joseph Burkart, Henri Guillaume Galeotti, Eugéne Saint Clair Duport, Carl de Berghes e Friedrich von Gerolt.

### História da mineração
Atraído pela enorme riqueza mineira da região, o metalurgista sevillano Bartolomé de Medina chegou a território hidalguense em 1552. Um ano depois, na Ex-Fazenda La Purísima (atual geossítio do geoparque), Pachuca, implementou o método de amalgamação, também conhecida como benefício de pátio; usando mercúrio, este método permitia extrair eficientemente a prata do mineral de mena. O benefício de pátio, vigente até princípios de século XX, exportou-se a todos os distritos mineiros de América, desde Zacatecas na Nova Espanha até Potosí em Bolívia, chegando a ser fundamental para o auge argentífero e económico em Hispanoamérica.
A princípios de século XIX, com a independência do México, abriu-se a mineração à participação inglesa. Proveniente de Cornualha, no extremo sudoeste da Grã-Bretanha, chegou a migração mineira inglesa, trazendo consigo conhecimentos técnicos e capital. As enormes lareiras, as orcas de madeira e casa-las tipo Cornish configuraram uma nova paisagem industrial. No entanto, pese às cuantiosas investimentos e aos numerosos esforços, os ingleses não conseguiram recuperar seu investimento. Em 1848 venderam seus direitos a empresários mexicanos.
Os irmãos Escandón integraram a tecnologia estrangeira com os conhecimentos locais e repensaram a forma de extrair o mineral, trazendo uma renovada bonanza mineira. Este período teve um auge de 50 anos; sua decadência sucedeu devido à depreciación da prata a nível mundial. A United States Smelting Refining and Mining Company adquiriu as propriedades mineiras em 1906. O período estadounidense trouxe consigo uma mudança de método: a cianuración. Durante esta etapa criou-se uma complexa rede de transporte aéreo e subterrâneo para o mineral.
Os estadounidenses retiraram-se em 1947; a partir dessa data inicia o período paraestatal que durou mais de 40 anos. Atualmente encontra-se como dona a Companhia Real do Monte e Pachuca, como uma subsidiaria dos Altos Fornos de México e do Grupo Acerero del Norte.

## Turismo e patrimônio cultural

### Povos mágicos
O programa turístico Povos Mágicos iniciou a nível nacional na Comarca Minera, com a designação em 2001 de Huasca de Ocampo, a primeira no país. Atualmente, o geoparque inclui a três Povos Mágicos (dos 121 do programa):
- Huasca de Ocampo
- Mineral del Chico
- Mineral del Monte

### Museus do geoparque
- Museu de Mineralogia da UAEH
- Museu do Paste

### Gastronomia
O paste é um dos elementos gastronômicos mais típicos da Comarca Minera; é o prato mineiro por excelência, legado da migração que chegou em meados do séc. XIX do condado inglês de Cornualha. Os pastes tradicionais são os de batata e carne, ainda que atualmente tem-se popularizado uma grande variedade de sabores.
A Rota Gastronômica de Pachuquilla, cabeceira municipal de Mineral de la Reforma, é um expoente do patrimônio imaterial do Geoparque da Comarca Minera. A tradição gastronômica de Pachuquilla remonta-se a 1917, ano em que iniciou a venda de alimentos preparados. A vocação gastronômica da localidade foi consolidando graças à construção da estrada Pachuca-Tuxpan em 1930, à mudança de sede da cabeceira municipal em 1958, e finalmente ao fechamento de algumas minas do distrito de Pachuca-Real do Monte. Com estas mudanças foi crescendo o número de comensales que iam até aqui para degustar platillos tradicionais como as carnes de porco, o churrasco e os mixiotes de carneiro, bem como os pastes.
O consumo de insetos e seus larvas tais como o verme de maguey (Aegiale hesperiaris), o escamol (Liometopum apiculatum) e o chinicuil (Comadia redtenbacheri) é um costume com raízes pré-hispânicas em diversos municípios do Estado de Hidalgo, incluindo os que integram o território do geoparque. Graças a sua riqueza em proteínas altamente digeríveis, os insetos, provenientes tanto do meio terrestre, como do meio aquático têm constituído e constituem hoje em dia um alimento de alto valor nutritivo na Comarca Minera.

## Administração

### Inclusão na Rede de Geoparques
A Comarca Minera foi incluída na Rede Mundial de Geoparques em 5 de maio de 2017, quando foi reconhecida como Geoparque Mundial da UNESCO. No dia 26 de maio de 2017, no Distrito de Achoma, Peru, a Comarca Minera junto a três geoparques mais (Araripe, Brasil; Grutas del Palácio, Uruguai; Mixteca Alta, México) fundou a Rede de Geoparques Mundiais da UNESCO de América Latina e Caribe —Rede GeoLAC—, a qual em 2019 conta com 7 membros. A primeira reunião da Rede GeoLAC aconteceu na Comarca Minera (em Mineral del Chico) em janeiro de 2018.

### Organismos e instituições
No processo de candidatura, consolidação e promoção do Geoparque da Comarca Mineira têm participado numerosas instituições e dependências de carácter educativo e/ou governamental, principalmente: Universidade Nacional Autônoma do México, através do Centro de Ciências de la Atmosfera, o Instituto de Geofísica, o Instituto de Geologia e da Secretaria de Desenvolvimento Institucional; a Universidade Autônoma do Estado de Hidalgo; a Universidade La Salle Pachuca; o Governo do Estado de Hidalgo, através do Conselho de Ciência, Tecnologia e Inovação de Hidalgo, da Secretaria de Turismo, da Unidade de Planejamento e Prospectiva, e do Instituto de Capacitação Para o Trabalho do Estado de Hidalgo; governos municipais dos nove municípios do geoparque; Serviço Geológico Mexicano; Comitê do Centro Turístico Prismas Basálticos.